# Kaunisvaaragruvan

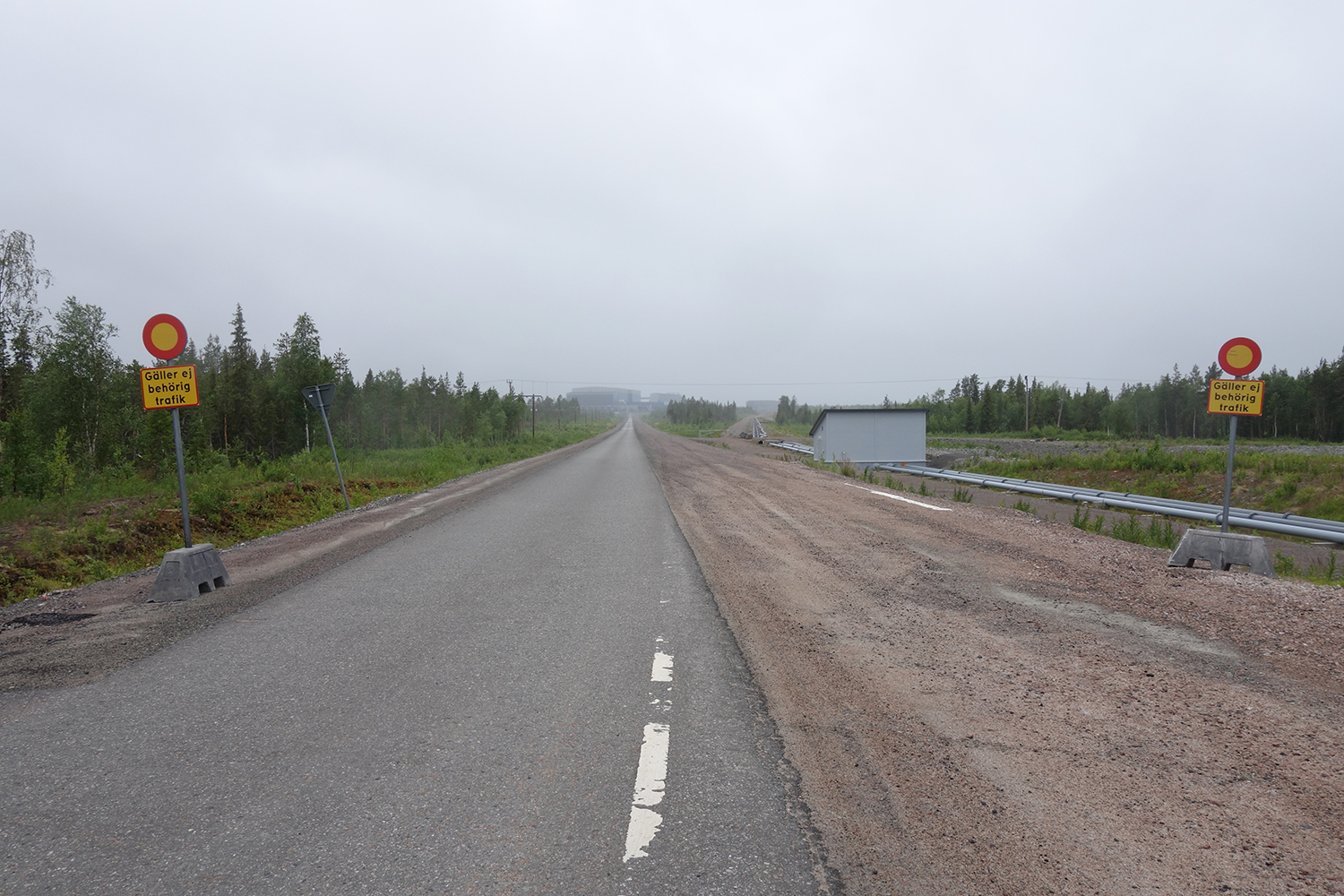
Utfartsvägen från Tapuligruvan efter nedläggningen.

Kaunisvaaragruvan eller Tapuligruvan är en gruva som ligger vid Tapulivuoma, ett myrområde mellan Kaunisvaara och Aareavaara i Pajala kommun i Sverige, omkring 20 kilometer norr om Pajala. Området var renbetesland för Muonio sameby, och specifikt renkalvbetesland.

## Historia
År 1918 upptäckte man att det fanns järnmalm i berget Sahavaara. Efterföljande prospektering av bland andra Sveriges geologiska undersökning (SGU) har visat att i området runt Kaunisvaara finns betydande järnmalmsförekomster. I början av 1970-talet var det statliga gruvbolaget LKAB (Luossavaara-Kiirunavaara AB) berett att börja bryta malmen i det som kallas Stora Sahavaara. Lågkonjunkturen som inträffade under samma period gjorde dock att LKAB skrinlade planerna.
I och med den nya mineralprospekteringslagen (från 1991), och ökande metallpriser, har intresset för att leta mineraler ökat, bland annat hos utländska aktörer. Detta ledde till att det svenska företaget Northland Resources, börsnoterat i Kanada, intresserade sig för mineralerna i Kaunisvaarafältet under mitten av 2000-talets första årtionde. Det har genomförts omfattande prospekteringar för att fastställa malmförekomsternas storlek och järninnehåll. Detta har inneburit att malmreserverna har ökat från det tidigare kända. I dagsläget uppgår dessa till cirka 250 miljoner ton.

## Malmbrytning
I slutet av 2012 öppnade Northland Resources en gruva för att bryta de järnmalmsfyndigheter som finns i området. Från gruvan transporterades malmen med lastbil runt 140 km till Svappavaara och därifrån med järnväg till Narvik. Den första malmtransporten skedde den 11 december 2012. Det första fartyget avgick från Narvik den 25 februari 2013 med 55 000 ton malm. Malmbrytningen avbröts 8 oktober 2014 efter det att företaget Northland Resources hamnat i ekonomisk kris.
I september 2017 skrev konkursförvaltaren ett avtal med företaget Abecede AB (senare Kaunis Iron AB) som då kom att äga hela gruvan, med planerat tillträde i december samma år. I oktober 2017 lämnade företaget en ansökan till Bergsstaten om att brytningstillståndet skulle överföras till Kaunis Iron AB. Bolaget anställde den tidigare kommunchefen i Pajala, geologen Åsa Allan, som gruvchef och arbetade med att söka finansiärer för den nya gruvan. Gruvan beräknades medföra ca 300-350 nya arbetstillfällen.
Kaunis Iron återupptog i juli 2018 kontinuerlig brytning. Ett avtal har skrivits om tågtransporterna Svappavaara–Narvik för 2 miljoner ton per år med trafikstart sensommaren 2018.